# USS Pasadena (SSN-752)
| «Пасадена»                 | «Пасадена»                                                             | «Пасадена»                                                             |
| -------------------------- | ---------------------------------------------------------------------- | ---------------------------------------------------------------------- |
| USS Pasadena (SSN-752)     |                                                                        |                                                                        |
|                            |                                                                        |                                                                        |
|                            |                                                                        |                                                                        |
| Порт приписки              | Сан-Дієго, Каліфорнія                                                  | Сан-Дієго, Каліфорнія                                                  |
| Спуск на воду              | 12 вересня 1987 року                                                   | 12 вересня 1987 року                                                   |
| Сучасний статус            | В активній службі                                                      | В активній службі                                                      |
| Проєкт                     |                                                                        |                                                                        |
| Тип ПЧ                     | ПЧАРК                                                                  | ПЧАРК                                                                  |
| Класифікація НАТО          | Los Angeles class                                                      | Los Angeles class                                                      |
| Основні характеристики     |                                                                        |                                                                        |
| Швидкість (надводна)       | 20 вузлів                                                              | 20 вузлів                                                              |
| Швидкість (підводна)       | більше 20 вузлів                                                       | більше 20 вузлів                                                       |
| Робоча глибина занурення   | до 280 метрів                                                          | до 280 метрів                                                          |
| Гранична глибина занурення | 450 метрів                                                             | 450 метрів                                                             |
| Екіпаж                     | 12 офіцерів, 98 матросів                                               | 12 офіцерів, 98 матросів                                               |
| Розміри                    |                                                                        |                                                                        |
| Довжина найбільша (по КВЛ) | 110,3 метра                                                            | 110,3 метра                                                            |
| Ширина корпусу найб.       | 10 метрів                                                              | 10 метрів                                                              |
| Середня осадка (по КВЛ)    | 9,4 метра                                                              | 9,4 метра                                                              |
| Водотоннажність надводна   | 5 802 тонн                                                             | 5 802 тонн                                                             |
| Озброєння                  |                                                                        |                                                                        |
| Торпедно- мінне озброєння  | 4х533-мм торпедні апарати                                              | 4х533-мм торпедні апарати                                              |
| Ракетне озброєння          | 12 вертикальних шахт, призначених для пусків ракет Harpoon і Tomahawk. | 12 вертикальних шахт, призначених для пусків ракет Harpoon і Tomahawk. |

«Пасадена» (англ.USS Pasadena (SSN-752)) — багатоцільовий атомний підводний човен, є 41-м в серії з 62 підводних човнів типу «Лос-Анджелес», побудованих для ВМС США. Він став третім кораблем ВМС США з таким іменем, названий на честь міста Пасаде́на, штат Каліфорнія. Призначений для боротьби з підводними човнами і надводними кораблями противника, а також для ведення розвідувальних дій, спеціальних операцій, перекидання спецпідрозділів, завдання ударів, мінування, пошуково-рятувальних операцій. Субмарина належить до третьої серії (Flight III) модифікації підводних човнів типу «Лос-Анджелес».

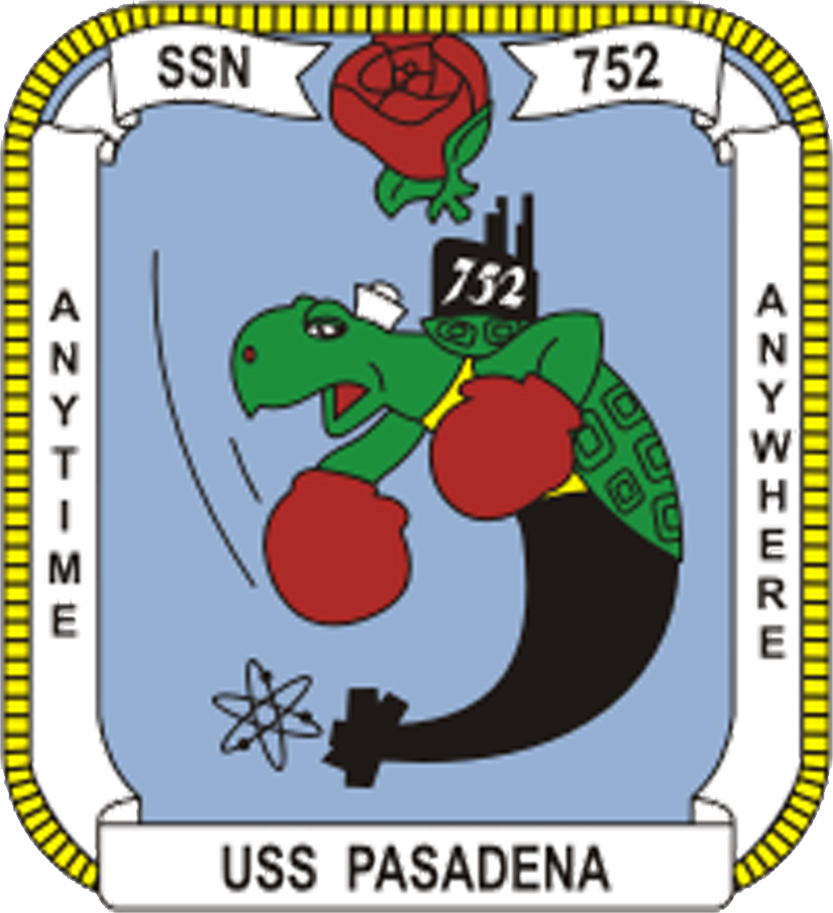
Емблема човна

Контракт на будівництво був присуджений 30 листопада 1982 року верфі Electric Boat компанії «General Dynamics Electric Boat», розташованої в місті Гротон, штат Коннектикут. Церемонія закладання кіля відбулася 20 грудня 1985 року. Спущений на воду 12 вересня 1987 року. Хрещеною матір'ю човна стала Полін Трост. Церемонія введення в експлуатацію відбулася 11 лютого 1989 року. Порт приписки Сан-Дієго, Каліфорнія, субмарина входить до складу 11 ескадри підводних човнів.